# Innovation Pharmaceutique et Recherche
La filière innovation pharmaceutique et recherche ou IPR était une filière de l'internat en pharmacie permettant aux étudiants de pharmacie de se spécialiser en recherche. Elle durait 8 semestres, soit 4 ans, et n'était accessible qu'après réussite au concours national de l'internat en pharmacie, qui a lieu une fois par an. Cette spécialité était choisie par les derniers du concours de l'internat en pharmacie et a disparu pour les nouveaux internes à partir de l'année scolaire 2023-2024. Elle a été remplacée par la Formation Spécialisée Transversale (FST) "Innovation et recherche en sciences biologiques et pharmaceutiques", ouverte aux internes des deux filières restantes (Biologie médicale et Pharmacie hospitalière) et dure deux ou quatre semestres. Pour l'option radiopharmacie du DES de pharmacie hospitalière, la réalisation d'une FST Innovation et recherche en sciences biologiques et pharmaceutiques de quatre semestres porte la durée de cette formation à six ans. 

## Thématiques de recherche
Les internes sont libres de choisir la thématique de recherche tant que le laboratoire de recherche est agréé par la haute autorité de santé ou HAS. Cependant, l'arrêté ministériel précise que cette filière vient en complémentarité des filières de Pharmacie (hospitalière et industrielle) et de biologie médicale et précise les domaines de spécialisation préférentiels suivants :
- santé publique,
- la pharmacoépidémiologie,
- la thérapie génique ou cellulaire,
- l'hygiène hospitalière,
- les biotechnologies,
- le diagnostic in vitro,
- la nutrition,
- les nouvelles thérapeutiques (bio-organes, biomatériaux).

## Formations supplémentaires
La filière IPR ouvre la possibilité de conduire des travaux de recherche dans le cadre d'une thèse de doctorat de recherche (Ph.D. en anglais), à ne pas confondre avec la thèse d'exercice de docteur en pharmacie. 
Dans de nombreuses régions, bien que la 5ème année d'études de pharmacie donne un équivalent Master, les internes sont obligés de valider une année de master 2 avant de pouvoir s'inscrire en thèse à l'université. L'année de master 1 doit avoir préalablement été obtenue par équivalence à la suite du suivi de cours additionnels au cursus classique donnant des ECTS complémentaires (après réussite aux examens). Dans certains cas, le stage obligatoire en pharmacie d'officine de fin de 2ème année des études de pharmacie donne également des ECTS complémentaires pour l'obtention de l'équivalence master 1.

## Diplômes obtenus
À l'issue des 4 ans de la filière IPR, l'interne est souvent détenteur de quatre diplômes :
- le diplôme de Master 2 obtenu à l'issue de la soutenance du mémoire de master (projet de recherche souvent mené lors de la 1re année d'internat),
- le diplôme de Docteur en Pharmacie obtenu à l’issue de la soutenance du mémoire de thèse d'exercice,
- le Diplôme d’études spécialisées validant le cursus de l'internat et obtenu lors de la même soutenance,
- le diplôme de Doctorat de recherche (ou Ph.D.) obtenu à l’issue de la soutenance de la thèse de doctorat (projet de recherche mené pendant les 3 dernières années de l'internat).

## Missions hospitalières
Dans certaines régions, les internes de la filière IPR ont la possibilité de faire des gardes de nuit et de week-end dans certains services hospitaliers (contre rémunération additionnelle). Depuis 2020, les services de biologie médicale doivent s’assurer que seuls des internes de la filière biologie médicale soient autorisés à faire des gardes dans leur service.
Lors de la pandémie de COVID-19 en 2020, les internes de la filière IPR ont cependant été réquisitionnés dans de nombreuses régions pour mener à bien les missions et analyses liées aux tests virologiques qPCR notamment.